# Pierre Victor Malouet
Pierre Victor, baron Malouet, francoski politik in publicist, * 11. februar 1740, Riom, † 7. september 1814.
Med 3. aprilom in 7. septembrom 1814 je bil minister za pomorstvo in kolonije Francije.